# Chiesa di San Giovanni Domnarum
La chiesa di San Giovanni Domnarum è una delle più antiche di Pavia ed è parte di un più ampio complesso alto medievale comprendente la chiesa stessa, il campanile e la cripta. Si trova nel pieno del centro storico, in via Mascheroni, a pochi passi dalla chiesa del Carmine con la facciata inglobata in un complesso abitativo e l'ingresso all'interno di un cortile. Nella cripta, che è stata riscoperta dopo secoli nel 1914, sono visibili dei resti di affreschi.
Secondo taluni storici questa chiesa potrebbe identificarsi con la basilica di San Giovanni Battista.

## Storia della chiesa di San Giovanni Domnarum
Gli scavi archeologici condotti nel 1957 davanti alla facciata della chiesa portarono alla luce numerose suspensurae cilindriche, che furono ritrovate anche all'interno della cripta. La chiesa fu quindi costruita sui resti di un edificio termale romano tardoantico. Tuttavia, il ritrovamento delle suspensurae non è sufficiente per ipotizzare l'esistenza di un complesso termale pubblico: potrebbero infatti riferirsi anche ad ambienti riscaldati o termali di una domus di alto livello.
La chiesa fu fondata intorno all'anno 654 per volere di Gundeperga, moglie di Rotari e Arioaldo e figlia della regina Teodolinda e di Agilulfo per accogliervi la sua sepoltura o per essere sede del fonte battesimale delle femmine, da cui l'intitolazione a San Giovanni Battista e la specificazione domnarum (ossia "delle donne"). Rimane aperto il quesito se nella chiesa fu sepolto anche il marito di Gundeperga: Rotari, secondo alcune ipotesi esso fu tumulato nella basilica di San Giovanni Battista a Monza, mentre studi più recenti propongono la chiesa di San Giovanni Domnarum o la chiesa di San Giovanni in Borgo, sempre a Pavia.
Si tratta probabilmente del primo edificio di culto cattolico eretto dai re longobardi nella città di Pavia. La chiesa ebbe un ruolo di preminenza nel panorama cittadino fino a circa l'anno Mille, anche grazie alla dotazione patrimoniale che le era stata assegnata dalla fondatrice.
La chiesa fu amministrata fin dall'inizio da un collegio di canonici. Nella prima metà del IX secolo San Giovanni Domnarum venne data in beneficio a Eginardo (biografo di Carlo Magno), come egli stesso racconta nella Translatio et miracula Sanctorum Marcellini et Petri, in cui descrive il trasferimento delle reliquie dei due santi da Roma a Steinbach.
Per la chiesa furono emanati tra IX e X secolo una copiosa serie di diplomi imperiali, in cui si menziona la fondazione di Gundeperga, mentre in un atto del vescovo di Pavia Bernardo I del 1129 sono attestate le messe "pro anima" della regina Gundeperga che ancora venivano celebrate nella chiesa. La chiesa è elencata negli estimi del 1250 tra le parrocchie di Porta Palazzo.
Nel 1346 venne soppressa la vicina chiesa di San Colombano minore (o San Colombano de Cellanova), e i suoi redditi assegnati al prevosto e al capitolo della chiesa di San Giovanni Domnarum. La chiesa di San Colombano minore (da non confondere con quella di San Colombano Maggiore) fu fondata in epoca longobarda nell'VIII secolo ed era affidata dai monaci di San Colombano di Bobbio. Sorgeva dove ora si trova la chiesa di Santa Maria del Carmine, e venne distrutta a partire dal 1373, insieme con la Chiesa dei Santi Faustino e Giovita, per far posto alla nuova Chiesa del Carmine. La chiesa è menzionata nella visita pastorale effettuata da Amicus de Fossulanis nel 1460 e in quella di Angelo Peruzzi nel 1576, grazie alla quale sappiamo che contava 250 anime da comunione. Sempre nel 1576 era officiata da otto canonici e sette cappellani, mentre nel 1769 era affidata a sette sacerdoti e sette chierici.
In base ad alcuni ritrovamenti è stato ipotizzato che il luogo ospitasse un edificio termale di epoca romana. Questa preesistenza potrebbe spiegare alcune irregolarità della pianta sia della chiesa che della cripta.
Nel 1611 il prevosto Torriani, volendo adeguare l'edificio romanico alle esigenze liturgiche emerse dal concilio di Trento, intraprese interventi edilizi che influirono pesantemente sull'aspetto dell'edificio: le tre navate vennero in parte demolite e la chiesa divenne ad aula unica, con cappelle laterali. Rimasero invece intatte la cripta e il campanile.
Nel 1788, con il piano di riordino governativo delle parrocchie urbane voluto dall'imperatore Giuseppe II la parrocchia fu soppressa e unita a quella del Duomo, divenendo sua sussidiaria.

## Descrizione

### Architettura
L'edificio seicentesco è ad aula unica, con cappelle laterali e coro a pianta quadrata. La facciata risale, invece, al XV secolo e nella fascia centrale presenta un rosone in terracotta posto in mezza a due rosoni più piccoli.
La poderosa torre campanaria è stata databile alla metà dell'XI secolo. La costruzione impiega con intento decorativo diversi materiali di origine romana, soprattutto nella parte prossima alla cella campanaria e, seguendo un modello molto diffuso a Pavia e Milano, presenta archetti pensili, monofore e bifore nella parte terminale.

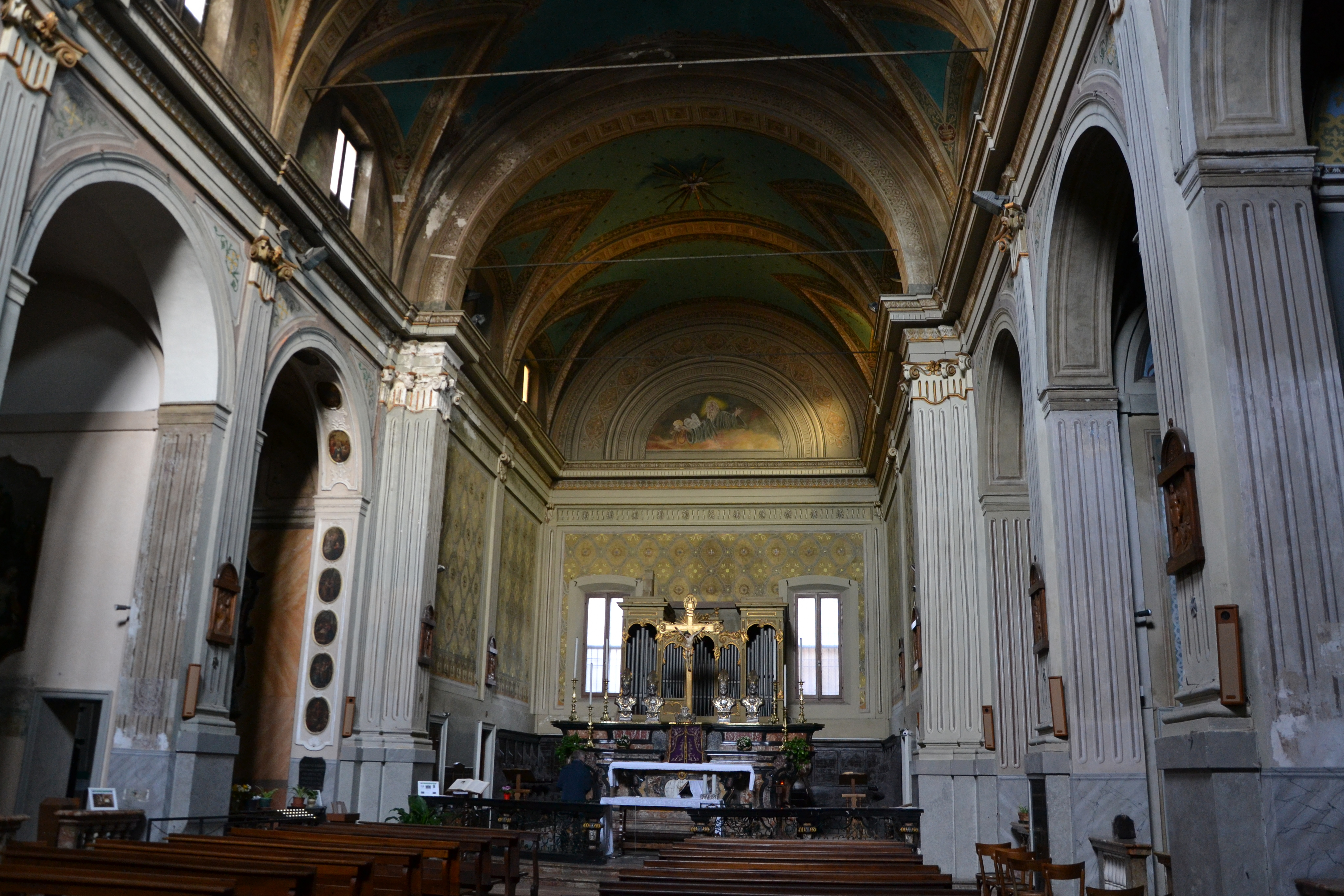
L'interno della chiesa.
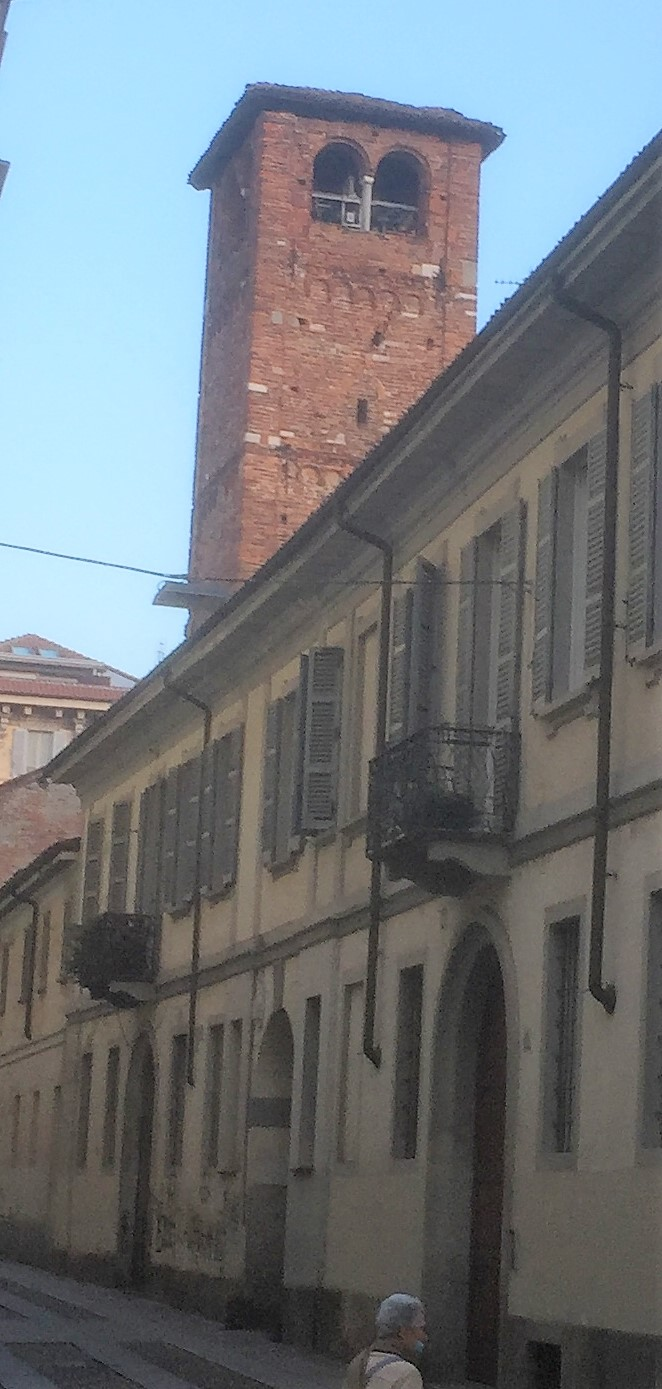
Il campanile, XI secolo.
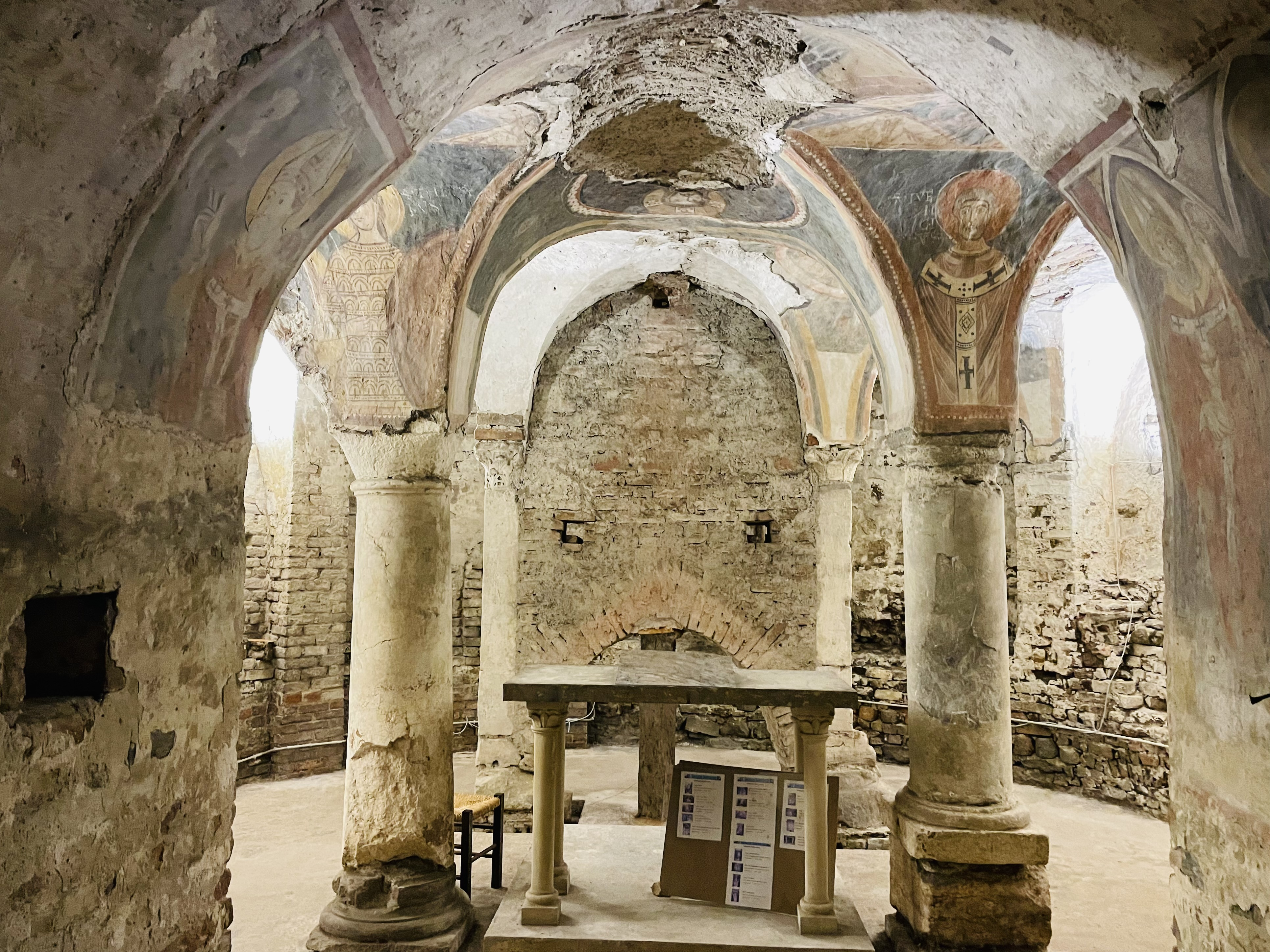
La cripta.
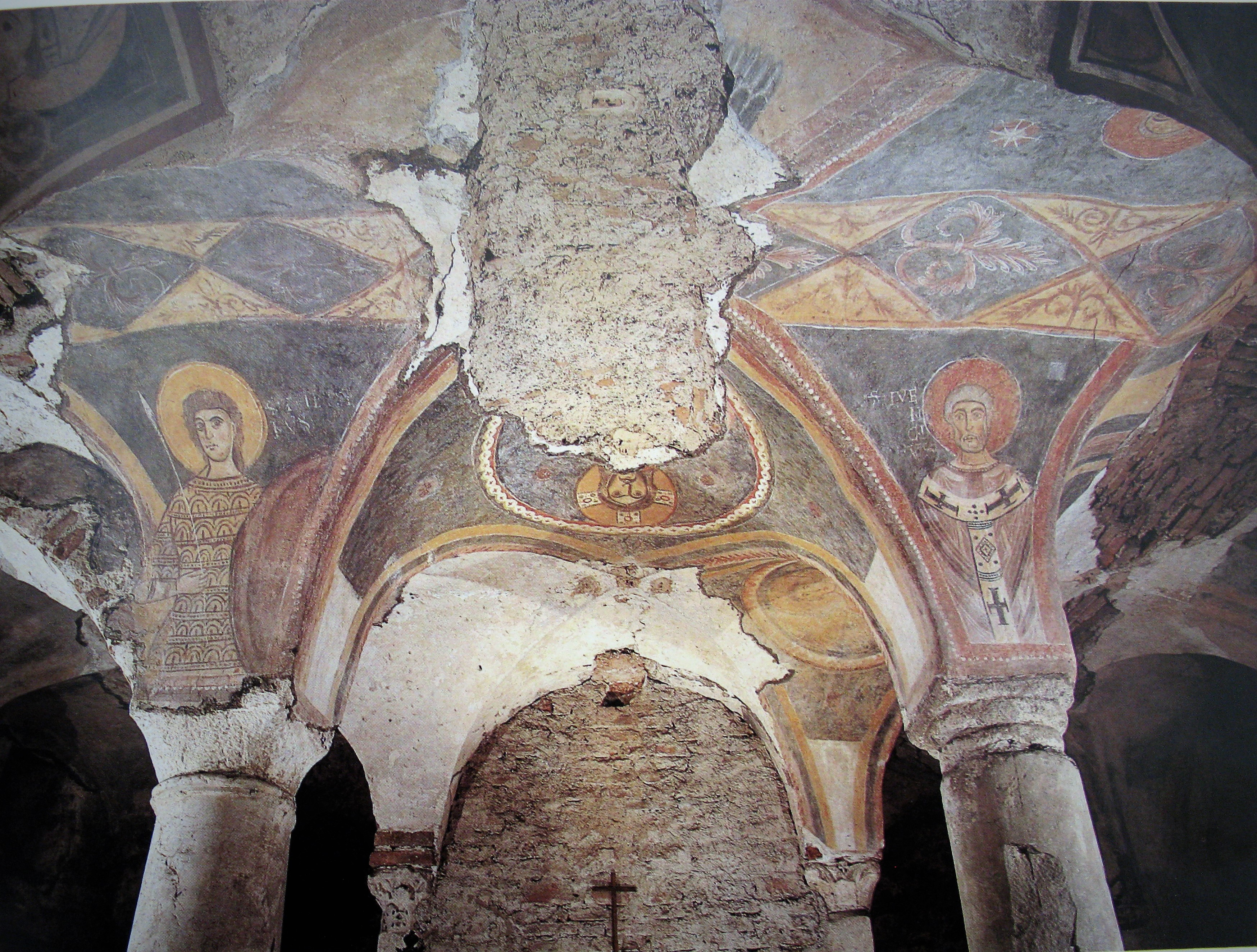
Alcuni affreschi della cripta (XII secolo).

### Interno
Subito sulla destra vi è una parte dell'antico battistero annesso alla chiesa, e nella prima cappella, sempre sulla, destra è collocata una pala, dipinta dal milanese Giovan Battista Sassi, che raffigura Sant'Andrea Avellino che muore davanti all'altare. Nella lunetta del presbiterio è dipinto un affresco con il Padre Eterno di Federico Faruffini. Nella seconda cappella a sinistra vi è una pala di San Nicolò, proveniente dall'antica chiesa di San Nicolò della Moneta. È presente una tela, risalente alla metà del XVIII secolo, del pittore pavese Giuseppe Gatti che raffigura la regina Gundeperga che presenta a San Giovanni il progetto della chiesa.
Lungo le pareti perimetrali si possono scorgere le tracce di un'antica cortina affrescata, e numerose immagini di San Biagio, a cui i pavesi erano molto devoti durante il medioevo, i cui resti sono custoditi sotto l'altare maggiore. Nella parte superiore della navata maggiore e in una campata laterale si conservano tracce di murature e di affreschi dell'edificio romanico.

### Cripta
La cripta fu probabilmente costruita in due fasi: la prima risale alla metà del X secolo e venne realizzata riutilizzando resti murari della prima chiesa longobarda. Successivamente, nei primi decenni dell'XI secolo, lo spazio venne ampliato verso est. La maggior parte dei sostegni della cripta ha una forma trapezoidale e non presenta né capitelli né mensole. Fanno eccezione le quattro colonne che incorniciano l'altare, le quali sorreggono capitelli di spoglio, alcuni di origine romana, tra cui un capitello corinzio del IV secolo, e un altro capitello dell'VIII secolo decorato con motivi vegetali. A causa degli interventi promossi nel 1611, la cripta venne chiusa e fu utilizzata solo come ossario.

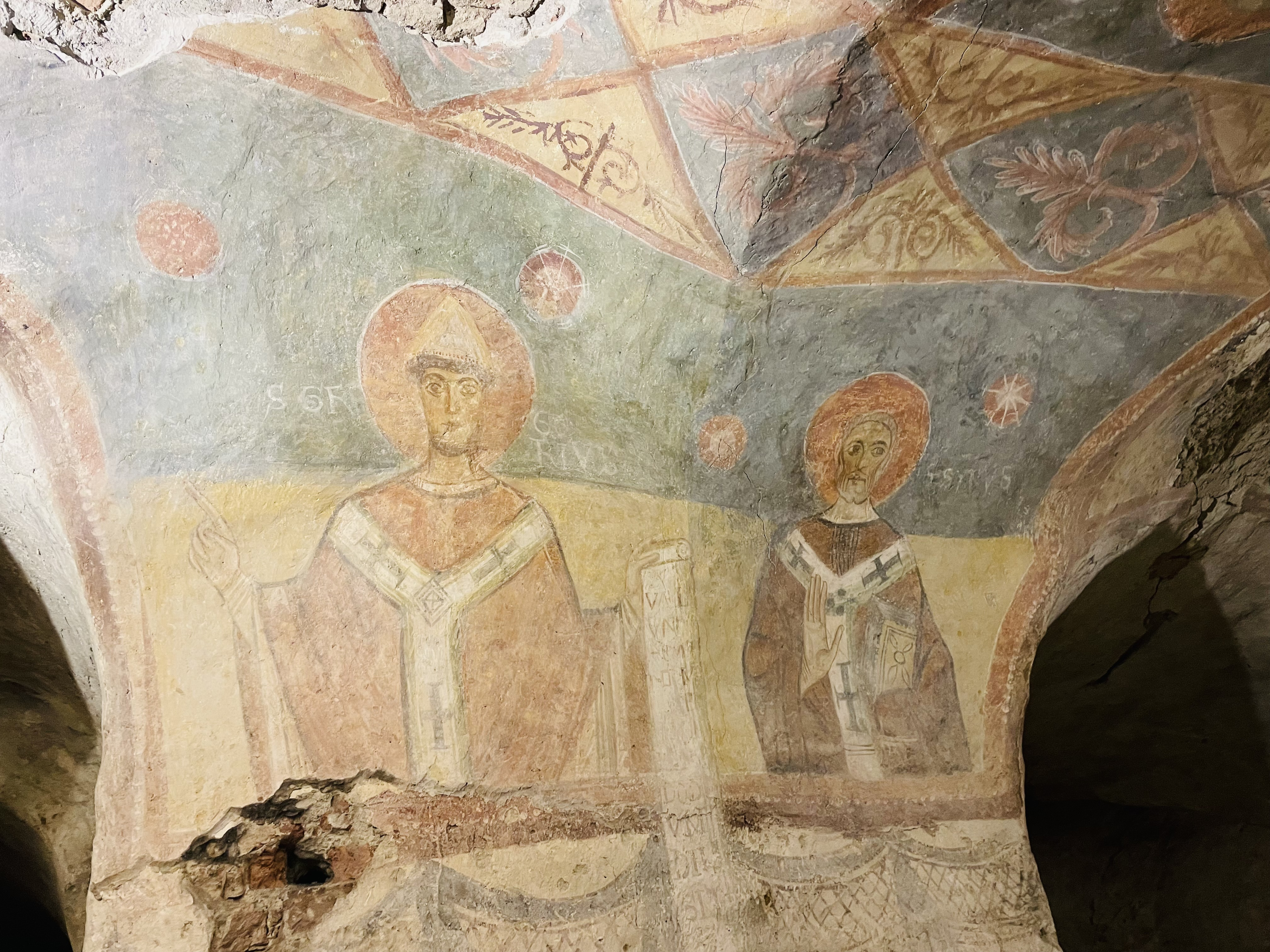
Dettaglio di alcuni affreschi della cripta.

Gli affreschi (datati alla seconda metà del XII secolo) ritraggono per lo più santi locali; è presente una scena della vita del Battista, molto compromessa. Sul pilastro di destra sono raffigurati San Siro e San Gregorio Magno, che tiene in mano un volume. Nel pilastrino di fronte a San Siro, vi è la figura di Sant'Invenzio, secondo vescovo della città. Alcune pareti e volte della cripta conservano resti di intonaco dipinto di giallo con iscrizioni in rosso, risalenti al X secolo.
La scoperta della cripta, che era stata interrata da secoli e ridotta a sepolcreto, avvenne il 18 aprile 1914 grazie all'iniziativa di monsignor Faustino Gianani che, seguendo le indicazioni di molte fonti storiche, fece scavare un cunicolo dal cortile retrostante.
Durante i lavori seguiti alla scoperta, non venne riconosciuto tra i detriti il livello del lastricato originale che venne rimosso. Pertanto il livello attuale è inferiore a quello originale e corrisponde a quello dell'ambiente termale romano, dove si trovava l'ipocausto del calidarium romano (poi utilizzato nel medioevo come cava di mattoni e materiali edilizi)
All'interno della cripta sono stati inoltre ritrovati 400 denari d'argento, conservati all'interno di un vaso di terracotta dipinto di nero. Una parte delle monete fu coniata nella zecca di Pavia sotto gli imperatori Enrico III e Federico II, mentre un'altra fu emessa dal vescovo di Le Puy-en-Velay nel XII secolo.